# باشگاه فوتبال پاتریک تیسل
باشگاه فوتبال پاتریک تیسل (انگلیسی: Partick Thistle F.C.) یک باشگاه فوتبال در شهر گلاسگو، اسکاتلند است.
این باشگاه که در سال ۱۸۷۶ تأسیس شده، سابقه یک قهرمانی در جام حذفی فوتبال اسکاتلند را در کارنامه دارد.